# Pontida (nave mercantile)
La nave da carico Pontida fu costruita nel 1906 dai cantieri William Doxford & Sons nel Sunderland. Dopo essere appartenuta per un decennio ad un armatore tedesco, nel 1916 passò alle Ferrovie dello Stato. Il 26 novembre 1917, durante un viaggio da Norfolk a La Spezia, carica di grano e farina fu affondata con una mina dal sommergibile tedesco UC 35 nelle acque antistanti Varazze. Nell'incidente perse la vita un membro dell'equipaggio. Il relitto giace su un fondale fangoso a poco più di un miglio dalla riva a circa 70 metri di profondità.